# Battaglia di Tlemcen
La battaglia di Tlemcen o secondo assedio di Tlemcen, fu uno scontro avvenuto nel 1518 che vide opposti Aruj Barbarossa, col titolo di sultano di Algeri ed i partigiani dell'ex regno di Tlemcen della dinastia degli Zayyanidi guidati dall'ex sultano Moulay Abou Hammou con l'aiuto di truppe spagnole inviate dal governatore di Orano, il marchese di Comarès, inviato da Carlo V per riportare i suoi alleati sul trono.

## Antefatto
Abou Hammou, sultano zayyanide, regnava su Tlemcen sotto la sovranità spagnola che controllava l'area e la città di Algeri grazie all'avamposto di Oran. Gli abitanti di Tlemcen, scontenti di questa situazione ed in particolare dell'ingerenza degli spagnoli, si appellarono chiedendo aiuto a Aruj Barbarossa, corsaro ottomano, perché espellesse gli spagnoli dal regno locale. Il progetto iniziale era quello di permettere ad Aruj di conquistare la città per poi restituirla all'ex sultano, Abou Zian, che era stato imprigionato. Aruj rispose all'appello, conquistò la città ma, contrariamente al suo giuramento, fece eliminare Abou Zian per poter conservare per sé la sovranità su Tlemcen. Abou Hammou riuscì a trovare rifugio presso gli spagnoli ad Oran. Carlo V incaricò dunque il governatore della piazza d'arme locale, il marchese di Comarès, di condurre una spedizione a Tlemcen per scacciare Aruj e ristabilire la situazione originaria.

## La battaglia
A gennaio dell'anno successivo, Moulay Abou Hammou diede il via ad una campagna militare assistito da 300 spagnoli e condotta da Don Martin d'Argote. L'esercito prese la direzione della Kalâa Beni Rached per tagliare ogni comunicazione con Algeri per via terrestre. La guarnigione del posto venne massacrata e gli spagnoli presero dunque la direzione di Tlemcen. Diego de Córdoba, marchese di Comares, si pose alla testa di 10 000 soldati spagnoli e 1000 soldati locali. Aruj disponeva di 5000 soldati berberi e di 1500 soldati turchi. Abou Hammou e Don Martin d'Argote posero l'assedio alla città a febbraio. Aruj si ritirò nel mechouar (cittadella governativa) della città. Da qui mantenne l'assedio per 6 mesi in attesa di rinforzi ma progressivamente la situazione diveniva sempre più disperata. Tentò quindi di fuggire attraverso un tunnel ma venne catturato dalle truppe spagnole presso il fiume detto Rio Salado e venne ucciso infine. Il sultano Abou Hammou, alleato degli spagnoli, riprese quindi i diritti sul proprio dominio.